# 野村不二
野村 不二（のむら ふじ、1891年11月4日-1987年）は、日本の弁護士（元裁判官）、林業経営者、地方政治家。鹿児島県弁護士会会長、日本治山治水協会理事などを歴任。九州経済林業社長。
鹿児島県肝属郡高山村（高山町を経て現肝付町）前田出身。父は高山町長を務めた。鹿児島県立第二鹿児島中学校 (旧制)と第五高等学校 (旧制)を経て、1917年東京帝国大学法科大学を卒業。1918年司法官試補、1919年～1923年判事（浦和、名古屋、鹿児島各地方裁判所）。1921年弁護士登録。判事退官後に鹿児島市で弁護士開業し、鹿児島県会議員に推されて3期10年務める。第二次世界大戦の鹿児島市街地大空襲で子供を亡くす。
実家の林業経営もおこない、戦後林業の振興を図り山林の育成に着手。1948年鹿児島地方森林会結成と同時に会長。鹿児島県林業経営者協会会長、日本治山治水協会理事、九州治山治水協会理事を歴任し。1949年（昭和24年）6月2日、鹿児島市に昭和天皇の戦後巡幸が訪れた際には、天皇に「林業治山について」を説明する機会を得た。1961年に 林野庁長官賞（治山治水）受賞。林業振興により鹿児島県民表彰。弁護士としては鹿児島県弁護士会会長、日本弁護士連合会代議員、国際法曹協会（IBA）常置委員を歴任。